# Vještice
 Ovo je glavno značenje pojma Vještice. Za druga značenja pogledajte Vještice (razdvojba).
Vještice, prema legendama, mitovima i narodnim vjerovanjima, su žene koje se bave vještičarenjem kako bi stekle nadnaravne moći za korištenje u dobre ili zle svrhe. Muški praktikant vještičarstva naziva se vještac.
Tradicija razlikuje tzv. bijele i crne vještice. Dakako, etiketa vještica bila je izvanjska socijalna oznaka koju su određenim pojedincima ili skupinama pojedinaca nadijevale grupe izvan tog društvenog miljea. Zapravo, radilo se o sljedbenicima starih poganskih vjerovanja koja su u uskim krugovima nadživjela pojavu i širenje kršćanstva, stoga je Crkva poprijeko gledala na takve prakse. Na takva poganska vjerovanja nailazimo osobito kod keltskih naroda gdje je takva tradicija bila jaka, ali i kod germanskih i slavenskih naroda koji su sa sjevera donijeli svoje poganske običaje i vjerovanja.

## Progoni vještica
Još od 12. stoljeća Crkva je zauzela neprijateljski stav prema raznim duhovnim sljedbama (katari) koje su se pojavljivale u to vrijeme, a potkapale su autoritet Crkve i feudalnog sustava. Pripadnici tih sljedbi bivali su označeni i proganjani kao heretici. S vremenom progoni su se zaoštrili, a zbog straha od svega što bi moglo nauditi poziciji kršćanstva, stala je Crkva progoniti sve one koji su bili u nesrazmjeru s njenom ideologijom.
Inkvizicija je osnovana još 1231. godine, a 1252. papa Inocent IV. odobrio je mučenje kao metodu iznude priznanja od zatvorenika, nakon čega je često slijedilo pogubljenje vješanjem ili spaljivanjem na lomači.
Osim heretičkih sekti na udar inkvizicije došli su i pojedinci osumnjičeni za bavljenje magijom i čaranjem. Godine 1486. dvojica dominikanaca, Henricus Kramer i Jakob Sprenger objavila su djelo Malleus maleficarum (Malj protiv vještica) koji je teorijski sažeo vjerovanja u vještice i izložio različite vrste torture kao oblik ispitivanja.
Od 15. do 18. stoljeća pogubljeno je na tisuće ljudi, većinom žena, pod optužbom za vještičarenje. Progoni su vršeni širom Europe, i u katoličkim i u protestantskim zemljama, a najteži su bili u Španjolskoj, Engleskoj, Italiji, Nizozemskoj, Belgiji, Švicarskoj i Njemačkoj.
U Americi je najpoznatiji slučaj bilo suđenje vješticama iz Salema u Massachusettsu, gdje je 1692. – 1693. optužena 141 osoba, od kojih je dvadeset pogubljeno.

## Izgled vještice
Vještice se u narodnoj tradiciji obično zamišljaju kao stare, neugledne žene. Predaja ih većinom oslikava kao usidjelice ili udovice. Važan simbol im je metla pomoću koje mogu letjeti te crna mačka ili neka druga divlja ili noćna životinja, poput sove. Donose sušu, nerodicu na poljima, odgovorne su za pomor stoke i za smrt djece i dojenčadi.

## Druga imena
- Baba Jaga, slavenska mitologija
- Coprnica